# نيكسا كالب
نيكسا كالب (بالكرواتية: Nikša Kaleb)‏ مواليد 9 مارس 1973 في جمهورية يوغوسلافيا الاشتراكية الاتحادية، هو لاعب كرة يد كرواتي معتزل لعب كجناح أيسر. مثل منتخب كرواتيا لكرة اليد في 79 مباراة. شارك في دورة الألعاب الأولمبية الصيفية سنة 2004.

## الإنجازات
- الدوري الكرواتي لكرة اليد
  - الفوز : 2004-05، 2005–06، 2006–07، 2007-08
  - الوصافة (6): 1998-99، 1999-00، 2000–01، 2001–02، 2002–03، 2003–04
- كأس أوروبا لكرة اليد
  - الفوز (1): 2000
  - الوصافة (1): 2001

## روابط خارجية
- نيكسا كالب على موقع الاتحاد الأوروبي لكرة اليد (الإنجليزية)
- نيكسا كالب على موقع أوليمبيديا (الإنجليزية)